# Клайн, Дональд
Дональд Клайн (англ. Donald Cline; род. 1937, США) — американский врач-репродуктолог, специалист по фертильности. Стал известен тем, что использовал при внутриматочной инсеминации свою собственную сперму без ведома пациенток, в своей клинике по лечению бесплодия недалеко от Индианаполиса, что привело к тому, что он стал биологическим отцом по крайней мере 96 человек. В 2017 году осужден по обвинению в воспрепятствовании правосудию.

## Образование
Клайн получил степень бакалавра в Университете Индианы. После чего поступил в медицинскую школу Университета Индианы. После интернатуры он два года служил в ВВС США. В 1979 году он открыл репродуктивную клинику в районе Индианаполиса.

## Расследование
Расследование началось после того, как Джейкоба Баллард прошла тест ДНК и обнаружила, что у нее есть семь неизвестных братьев и сестер. Позже она узнала, что ее биологический отец был лечащим врачом ее матери.
Сначала Клайн отрицал, но позже признался, что использовал свою сперму для оплодотворения пациенток без их ведома в своей клинике по лечению бесплодия недалеко от Индианаполиса, что сделало его биологическим отцом по меньшей мере 96 человек. Ложные показания, данные им властям легли в основу его последующего уголовного преследования.
В 2017 году Клайн был приговорен судом к одному году условно после того, как признал себя виновным по двум пунктам обвинения в воспрепятствовании правосудию. Ему не было предъявлено никаких дополнительных обвинений, поскольку в Индиане на тот период не было закона, прямо запрещающего врачам-репродуктологам использовать собственную сперму.
Большая часть детей, чьим биологическим отцом он является, унаследовали от него аутоиммунные заболевания. Заболевания Клайна исключали возможность стать ему донором спермы.

## В культуре
Расследование действий Клайна является предметом документального фильма Netflix под названием «Наш общий отец» (англ. Our Father), премьера которого состоялась в мае 2022 года.